# Мунеб Джозефс
Мунеб Джозефс англ. Moeneeb Josephs, * 19 травня 1980, Кейптаун, ПАР) — південноафриканський футболіст, воротар «Орландо Пайретс» та  національної збірної ПАР.

## Клубна кар'єра
Грати розпочав у 17 років за столичну команду «Кейптаун Сперс». Пізніше після об'єднання команди з клубом «Севен Старс» грав за наступника клубу - «Аякс». До переходу у нинішню команду два роки відіграв у Гаутангу за місцеву команду «Бідвест Вітс».

## Збірна
У збірній з 2003 року. До основного складу потрапив на кубку африканських націй-2008 через травму основного голкіпера Роуена Фернандеса